# 胡慰承
胡慰承，英文Hu Wei-ch'en。1925年出生，台湾油料工业、航运业企业家。浙江宁波人。

## 生平
祖籍宁波大榭。另说1923年生于大榭岛北渡村（今属宁波市北仑区）。父亲胡芷斋，企业家。早年毕业于宁波效实中学。后赴上海继续学业，1942年考入上海光华大学（今华东师范大学）。1945年肄业，进入上海中国植物油公司工作。
1949年，随中国植物油料厂迁居台湾。1952年，在台湾合伙创办威利行公司，专门经营香茅油出口业务，是台湾早期私人油料代表企业。1966年，联合台湾108家公民营香茅油企业，组建台湾香茅油联营公司，自任董事长，专营油料出口。1965年，创立和祥企业公司，生产台湾特产薄荷脑。1966年，与应昌期合作，始涉足台湾私人航运业，创办龙顺海洋企业公司，建造新型远洋鲔钓渔船，出口创汇，并开启台湾现代远洋渔业。
曾任台湾远洋鲔钓渔业公会负责人。1979年，任台湾远洋渔业公会理事长。曾任德国梅賽德斯-賓士汽车公司台湾总代理，巴西外贸协会驻台湾办事处总代表，海峡两岸商业协调会顾问，东亚经济会议台湾方面委员，中非经济协会常务理事，美国国际合作委员会顾问等职。
与台湾工业家应昌期为至交。1990年，随陈香梅访华，受江泽民、朱镕基接见。

## 慈善
- 2006年，设立芷斋奖学育才基金[8][9]